# 秋田都市圏
秋田都市圏（あきたとしけん）は、秋田県の県庁所在地である秋田市を中心とした都市圏のことである。

## 官公庁の定義

### 秋田広域都市圏
秋田広域都市圏の地図（市町村合併前）
秋田広域都市圏とは秋田県が指定する広域都市圏の1つで、秋田周辺地域とも呼ばれる。この地域は秋田地域振興局が管轄し、以下の自治体が含まれる。
- 秋田市
- 潟上市
- 男鹿市
- 南秋田郡（八郎潟町・五城目町・井川町、大潟村）

#### 主要指標
秋田広域都市圏（秋田地域振興局管内）の主要指標は以下の通り。
- 人口：429,477人（2007年1月1日現在推計人口）
- 面積：169,440 km2
- 管内総生産：1兆5022億円（2002年度）

秋田広域都市圏の人口推移（人）
| 1920年 | 204,177 |
| 1930年 | 229,522 |
| 1940年 | 246,448 |
| 1950年 | 321,954 |
| 1960年 | 352,340 |
| 1970年 | 371,056 |
| 1980年 | 419,442 |
| 1990年 | 430,240 |
| 1995年 | 437,432 |
| 2000年 | 439,831 |
| 2005年 | 438,496 |

### 秋田市都市圏
国土交通省による追加条件付の 5 % 通勤圏。定義は都市圏#国土交通省の定義。範囲は図を参照されたい。（参照）
以下の自治体が含まれる。
- 秋田市
- 潟上市
- 男鹿市
- 南秋田郡（八郎潟町・五城目町・井川町、大潟村）
- 能代市（旧能代市）
- 山本郡（三種町のうち旧琴丘町）
- 大仙市（旧大曲市・旧神岡町・旧西仙北町・旧協和町）
- 由利本荘市（旧本荘市・旧岩城町・旧大内町）

## 民間の定義

### 都市雇用圏
金本良嗣・徳岡一幸によって提案された都市圏の一種。細かい定義等は都市雇用圏に則する。
秋田市を中心市とする都市雇用圏（10 % 通勤圏）の人口は約45万人（2000年国勢調査基準）。
秋田市の 10 % 通勤圏は、秋田広域都市圏の構成自治体から大潟村を除いた全域と、秋田平野と横手盆地の境界部にある仙北郡の旧協和町、および、由利本荘市北部の旧由利郡岩城町となっている。

#### 都市雇用圏の変遷
- 秋田市の 10 % 通勤圏に入っていない自治体は、各統計年の欄で灰色かつ「-」で示す。

| 自治体 ('80-'00) | 1980年                 | 1990年                 | 1995年                 | 2000年                 | 2005年                 | 2010年                 | 自治体 （現在） |
| ---------------- | ---------------------- | ---------------------- | ---------------------- | ---------------------- | ---------------------- | ---------------------- | --------------- |
| 大潟村           | -                      | -                      | -                      | -                      | -                      | -                      | 大潟村          |
| 若美町           | -                      | -                      | 秋田 都市圏 45万0274人 | 秋田 都市圏 45万2316人 | 秋田 都市圏 43万5144人 | 秋田 都市圏 41万3968人 | 男鹿市          |
| 男鹿市           | -                      | 秋田 都市圏 42万9178人 | 秋田 都市圏 45万0274人 | 秋田 都市圏 45万2316人 | 秋田 都市圏 43万5144人 | 秋田 都市圏 41万3968人 | 男鹿市          |
| 昭和町           | 秋田 都市圏 38万4718人 | 秋田 都市圏 42万9178人 | 秋田 都市圏 45万0274人 | 秋田 都市圏 45万2316人 | 秋田 都市圏 43万5144人 | 秋田 都市圏 41万3968人 | 潟上市          |
| 飯田川町         | 秋田 都市圏 38万4718人 | 秋田 都市圏 42万9178人 | 秋田 都市圏 45万0274人 | 秋田 都市圏 45万2316人 | 秋田 都市圏 43万5144人 | 秋田 都市圏 41万3968人 | 潟上市          |
| 天王町           | 秋田 都市圏 38万4718人 | 秋田 都市圏 42万9178人 | 秋田 都市圏 45万0274人 | 秋田 都市圏 45万2316人 | 秋田 都市圏 43万5144人 | 秋田 都市圏 41万3968人 | 潟上市          |
| 八郎潟町         | 秋田 都市圏 38万4718人 | 秋田 都市圏 42万9178人 | 秋田 都市圏 45万0274人 | 秋田 都市圏 45万2316人 | 秋田 都市圏 43万5144人 | 秋田 都市圏 41万3968人 | 八郎潟町        |
| 五城目町         | 秋田 都市圏 38万4718人 | 秋田 都市圏 42万9178人 | 秋田 都市圏 45万0274人 | 秋田 都市圏 45万2316人 | 秋田 都市圏 43万5144人 | 秋田 都市圏 41万3968人 | 五城目町        |
| 井川町           | 秋田 都市圏 38万4718人 | 秋田 都市圏 42万9178人 | 秋田 都市圏 45万0274人 | 秋田 都市圏 45万2316人 | 秋田 都市圏 43万5144人 | 秋田 都市圏 41万3968人 | 井川町          |
| 秋田市           | 秋田 都市圏 38万4718人 | 秋田 都市圏 42万9178人 | 秋田 都市圏 45万0274人 | 秋田 都市圏 45万2316人 | 秋田 都市圏 43万5144人 | 秋田 都市圏 41万3968人 | 秋田市          |
| 河辺町           | 秋田 都市圏 38万4718人 | 秋田 都市圏 42万9178人 | 秋田 都市圏 45万0274人 | 秋田 都市圏 45万2316人 | 秋田 都市圏 43万5144人 | 秋田 都市圏 41万3968人 | 秋田市          |
| 雄和町           | 秋田 都市圏 38万4718人 | 秋田 都市圏 42万9178人 | 秋田 都市圏 45万0274人 | 秋田 都市圏 45万2316人 | 秋田 都市圏 43万5144人 | 秋田 都市圏 41万3968人 | 秋田市          |
| 協和町           | 秋田 都市圏 38万4718人 | 秋田 都市圏 42万9178人 | 秋田 都市圏 45万0274人 | 秋田 都市圏 45万2316人 | 大仙 都市圏            | 大仙 都市圏            | 大仙市          |
| 岩城町           | 秋田 都市圏 38万4718人 | 秋田 都市圏 42万9178人 | 秋田 都市圏 45万0274人 | 秋田 都市圏 45万2316人 | 由利本荘 都市圏        | 由利本荘 都市圏        | 由利本荘市      |

- 2005年（平成17年）1月11日 - 秋田市が河辺郡河辺町と雄和町を編入合併した。
- 2005年（平成17年）3月22日 - （旧）男鹿市と南秋田郡若美町が合併し、（新）男鹿市となった。
- 2005年（平成17年）3月22日 - 南秋田郡天王町・飯田川町・昭和町が新設合併し、潟上市となった。
- 2005年（平成17年）3月22日 - 大曲市、仙北郡神岡町、西仙北町、中仙町、協和町、南外村、仙北町、太田町の1市6町1村が合併して大仙市となった。
- 2005年（平成17年）3月22日 - 本荘市および由利郡の大内町、由利町、西目町、東由利町、矢島町、鳥海町、岩城町の1市7町が合併し、由利本荘市となった。

## 秋田広域都市圏の重要交通施設
秋田市
- 秋田空港
- 秋田駅（秋田新幹線）
- 秋田港（重要港湾）
  - 秋田北港（秋田フェリーターミナル）
  - 秋田南港

男鹿市
- 船川港（重要港湾）
- 男鹿駅

潟上市天王
- 江川漁港